# Saul Steinberg
Saul Steinberg född den 15 juni 1914 i Râmnicu Sărat i Rumänien, död den 12 maj 1999 i New York, var en amerikansk illustratör och humoristisk tecknare. Han gav ut ett flertal illustrerade böcker och var verksam som tecknare i tidningen The New Yorker.

## Biografi
Steinberg föddes i sydöstra Rumänien i en judisk familj. I hemlandet studerade han filosofi och litteraturhistoria vid universitetet i Bukarest för att 1933 bosätta sig i Italien, där han började teckna serier för den italienska tidningen Bertoldo. Fyra år senare, 1940, avslutade han sina arkitekturstudier i Milano. I början av 1940-talet lämnade Steinberg Italien på grund av den nya antisemitiska lagstiftningen i Mussolinis fascist-Italien för att bli amerikansk medborgare 1943. Redan tidigare hade Steinbergs teckningar blivit publicerade i den amerikanska tidskriften The New Yorker, som han senare även kom att arbetade för som krigskorrespondent under Nürnbergrättegångarna 1946.
Under andra världskriget tog Steinberg värvning i den amerikanska flottan. Under hans krigstjänstgöring i bland annat Kina, Indien och Egypten gjorde Steinberg många bilder som han senare kom att publicera i sin första bok All in Line 1945. År 1949 publicerades Steinbergs andra bok, Art of Living. Han började under samma tid att använda andra medier att teckna på, som exempelvis kartonger, stolar och badkar.
Under de följande 50 åren fortsatte Steinberg att göra teckningar för The New Yorker och gav ut flera böcker, bland annat The Passport (1954), som förmodligen är hans mest kända, The Inspector (1973) och The Discovery of America (1992). Han reste också runt i världen: till Sydamerika 1951, Ryssland 1956, Spanien 1957 och Afrika 1964.
Fram till sin död 1999 hade Steinberg gjort 85 framsidor och nästan 650 teckningar för The New Yorker.

## Konstnärlig stil, teknik och teman
Steinbergs tecknarstil är mycket karaktäristisk. Exakta och precisa linjer bygger upp stiliserade bilder som är i uppenbar kontrast till de detaljrika och nästan överflödiga detaljerna som ofta är närvarande.
Steinberg använde sig av bläck i sina teckningar, men även färgpennor, akvarell, olja och kritor liksom etsningar. Han började i slutet av 1940-talet att teckna på objekt, bland annat kartonger, badkar och stolar. Steinberg har även använt sig av notblad till vissa av sina teckningar, liksom pappersmasker och kollage.
Saul Steinbergs bilder berör flera teman, men budskapet är ofta humoristiskt och/eller absurt, samtidigt som det har en filosofisk och mer djupsinnig och intellektuell nivå. I flertalet av Steinbergs bilder skildrar han även det samtida, amerikanska samhället och den amerikanska mentaliteten.